# Phocanema decipiens
Phocanema decipiens är en rundmaskart. Phocanema decipiens ingår i släktet Phocanema och familjen Anisakidae. Inga underarter finns listade i Catalogue of Life.